# Zahryzowe
Zahryzowe (ukr. Загризове) – wieś na Ukrainie, w obwodzie charkowskim, w rejonie iziumskim, w hromadzie Borowa. W 2001 liczyła 544 mieszkańców.